# Університет святого Климента Охридського в Битолі
Університет імені святого Климента Охридського в Битолі (макед. Универзитет Св. Климент Охридски — Битола) — один з трьох державних Університетів у Північній Македонії, розташований у Битолі, окремі відділення розташовані в Прилепі та Охриді.

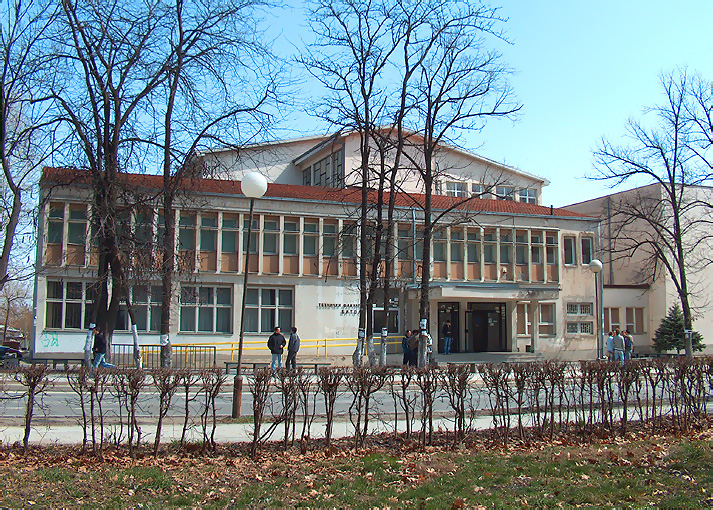
Будівля технічного факультету

Університет був заснований 25 квітня 1979. Отримав свою теперішню назву 8 грудня 1994 року з нагоди тисячоліття охридської книжної школи. Останнім часом[коли?] навчається в університеті 15 тисяч. студентів, працює 323 вчених і 54 дослідники.
Університет має
відділення
- технічний (Битола),
- економічний (Прилеп),
- туризму та відпочинку (Охриді),
- педагогічний (Битола),
- менеджменту (Битола),
- медичний (Битола),
- ветеринарний (Битола)

інститути
- гідробіологічний (Охрид),
- старослов'янської культури (Прилеп).
- тютюну (Битола)